# Louis Laguille
Louis Laguille, né à Autun le 17 octobre 1658 et mort à Pont-à-Mousson le 18 avril 1742, est un jésuite français.

## Biographie
Novice (9 octobre 1677), il est ordonné prêtre le 2 février 1692. Docteur en théologie, il enseigne la rhétorique à Autun puis à Metz. De 1684 à 1689, il est professeur de mathématiques à Pont-à-Mousson puis de 1690 à 1692, de philosophie à Reims où il est aussi prédicateur. Prédicateur à Sedan (1703-1704) puis à Autun (1704-1705), il est recteur du collège de Verdun de 1711 à 1713, puis de l'Université épiscopale de Strasbourg à partir de 1713. Nommé provincial de Champagne (1716), il se réinstalle à Strasbourg en 1719 pour être à la tête de l'Université épiscopale.
Il est célèbre pour une Histoire de l'Alsace de Jules César jusqu'au mariage de Louis XV publié à Strasbourg en 3 volumes en 1727. 
En 1896 est publié un Journal du voyage et du séjour que le Père Louis Laguille a fait à Paris pour l’affaire de Seltz, édité à Belfort d'après un manuscrit de la Bibliothèque municipale de Strasbourg.

## Publications
- 1715 : Oraison funèbre de Louis XIV, Strasbourg
- 1727 : Histoire de l'Alsace de Jules César jusqu'au mariage de Louis XV, Strasbourg